# Bismarck Barreto Faria
Bismarck Barreto Faria (Niterói, 17 september 1969) is een voormalig Braziliaans voetballer.

## Clubcarrière
Bismarck speelde tussen 1987 en 2003 voor Vasco da Gama, Verdy Kawasaki, Kashima Antlers, Fluminense, Goiás en Vissel Kobe.

## Interlandcarrière
Bismarck debuteerde in 1989 in het Braziliaans nationaal elftal en speelde 11 interlands, waarin hij 1 keer scoorde. Hij werd in 1989 uitgeroepen tot beste speler van het WK voetbal U20 in Saoedi-Arabië, waar Brazilië als derde eindigde bij het jeugdtoernooi.
1 Taffarel ·
2 Mazinho ·
3 Mauro Galvão ·
4 André Cruz ·
5 Branco ·
6 Ricardo Gomes  ·
7 Bebeto ·
8 Geovani Silva · 
9 Valdo ·
10 Tita ·
10 Bismarck ·
11 Romário ·
12 Acácio ·
13 Josimar ·
13 Zé Teodoro ·
14 Aldair ·
15 Alemão ·
16 Cristóvão ·
17 Dunga ·
18 Renato Gaúcho ·
19 Baltazar ·
20 Paulo Silas ·
21 Charles ·
22 Zé Carlos ·
Coach: Lazaroni
1 Taffarel ·
2 Jorginho ·
3 Ricardo Gomes  ·
4 Dunga ·
5 Alemão ·
6 Branco ·
7 Bismarck ·
8 Valdo ·
9 Careca ·
10 Paulo Silas ·
11 Romário ·
12 Acácio ·
13 Carlos Mozer ·
14 Aldair ·
15 Müller ·
16 Bebeto ·
17 Renato Gaúcho ·
18 Mazinho ·
19 Ricardo Rocha ·
20 Tita ·
21 Mauro Galvão ·
22 Zé Carlos ·
Coach: Lazaroni